# Johannes Gruntz-Stoll

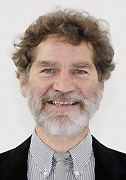
Johannes Gruntz-Stoll

Johannes Gruntz-Stoll  (* 21. Juli 1952 in Basel) ist ein Schweizer Erziehungswissenschafter, emeritierter Dozent für Allgemeine und Spezielle Pädagogik, Autor und Herausgeber von Monografien und Sammelbänden sowie Publizist und Verleger.

## Leben und Wirken
Johannes Gruntz-Stoll kam 1952 als viertes Kind von Hans und Marie-Theres Gruntz-Treier in Basel zur Welt. Nach der Maturität 1972 besuchte er das Lehrerseminar und unterrichtete ab 1974 zunächst in Basel, später in Grub AR. Von 1979 bis 1986 studierte er in Bern und Tübingen Pädagogik, Pädagogische Psychologie, Philosophie und Ethnologie und doktorierte mit einer Studie über Sozialisationsprozesse in Kindergruppen. Ab 1987 war er in der Aus- und Weiterbildung von Lehrpersonen tätig – am Sonderpädagogischen Seminar in Biel, an der Pädagogischen Hochschule St. Gallen sowie an den Universitäten Bern und Innsbruck.
Im Anschluss an die Habilitation an der Leopold-Franzens-Universität Innsbruck mit einer Studie über pädagogische Antinomien und paradoxe Anthropologie übernahm Johannes Gruntz-Stoll im Jahre 2002 die Leitung des Instituts für Spezielle Pädagogik und Psychologie an der Universität Basel. Nach dem Wechsel des Instituts von der Universität an die Pädagogische Hochschule der Fachhochschule Nordwestschweiz im Jahr 2006 wechselte er 2008 von der Institutsleitung in die Leitung der Professur für Spezielle Pädagogik und Psychologie. Von 2000 bis 2010 übernahm er regelmässig Lehraufträge an der Fakultät für Bildungswissenschaften der Freien Universität Bozen in Brixen.
Sowohl im Rahmen seiner Lehrtätigkeit wie auch in seinen Veröffentlichungen befasst sich Johannes Gruntz-Stoll mit aktuellen Themen der Bildung und Erziehung sowie aus dem Grenzbereich zwischen Wissenschaft und Kunst – beispielsweise zwischen Pädagogik und Literatur. Auf die Emeritierung 2013 folgten Engagements im Sozialbereich, Beteiligung an Recherche- und Publikationsprojekten, Beschäftigung mit georgischer Sprache und Kultur sowie 2017 die Gründung des Verlags «Das Archiv».
Johannes Gruntz-Stoll ist mit Christina Gruntz-Stoll verheiratet und Vater von vier erwachsenen Kindern. Er ist Ehrenbürger von Kansas City (Missouri) und Indianapolis und lebt mit seiner Frau in Nidau (Kanton Bern).

## Veröffentlichungen

### Monografien – als Autor
- Rate, rate, was ist das, es ist kein Fuchs, es ist kein Has. Ein Rätselbuch für jung und alt. Benziger, Zürich 1974.
- Appenzeller Schüler und Gehilfen Pestalozzis. Hermann Krüsi – Johannes Niederer – Johann Georg Tobler. Appenzeller Hefte, Herisau 1985.
- Kinder erziehen Kinder. Sozialisationsprozesse in Kindergruppen. Ehrenwirth, München 1989.
- Ein Hund springt aus dem Mund. Denkspiel – Rätselspass. Pro Juventute, Zürich 1993.
- Probleme mit Problemen. Ein Lei(d)tfaden zur Theorie und Praxis des Problemlösens. Borgmann, Dortmund 1994. 2. Auflage 1997.
- mit Beat Thommen: Einfach verflixt – verflixt einfach. Paradoxe Situationen – paradoxe Interventionen. Borgmann, Dortmund 1997.
- Erziehung, Unterricht, Widerspruch. Pädagogische Antinomien und Paradoxe Anthropologie. Lang, Bern 1999.
- Harmonik – Sprache des Universums. Überlieferung und Überwindung pythagoräischer Harmonik (= Schriften über Harmonik. Band 25). Kreis der Freunde um Hans Kayser, Bern 2000.
- Ernsthaft humorvoll. Lachen(d) Lernen in Erziehung und Unterricht, Beratung und Therapie. Klinkhardt, Bad Heilbrunn 2001.
- Posen. Fluss ohne Ufer im Land der Winde. Edition Hartmann, Biel 2001.
- mit Elsbeth Zurfluh: Lösungs-, ressourcen- und systemorientierte Heilpädagogik. Eine Einführung. Haupt, Bern 2008. 2. Auflage 2010.
- mit Edmund Steiner: Tafeln klappern, Griffel kreischen. Lötschentaler Schulgeschichte(n). Haupt, Bern 2008.
- mit Birgit Rißland: Das lachende Klassenzimmer. Werkstattbuch Humor. Schneider Hohengehren, Baltmannsweiler 2009.
- Erzählte Behinderung. Grundlagen und Beispiele narrativer Heilpädagogik. Haupt, Bern 2012.
- Das Haus Hinderm Lerch. 1617–2017. Das Archiv, Nidau 2017.
- In Russland tanzt der Bär. Holzspielzeug aus Bogorodskoje. Das Archiv, Nidau 2017.
- Jene kleinen Kostbarkeiten, die man sich wünscht... Die 111 Bändchen der Parnass-Bücherei aus dem Alfred Scherz Verlag, Bern. 1943–1959. Das Archiv, Nidau 2018.
- Bitte eintreten! Wohnorte als Lebensräume. 1952–2018. Das Archiv, Nidau 2018.
- Von Alben und Blättern, Schachteln und Zetteln. Lebensspuren im Privatarchiv. Das Archiv, Nidau 2019.
- «Beförderung fraglich». Kindergarten- und Schuljahre. 1957–1972. Das Archiv, Nidau 2020.
- «Määtle, Buebe, gend guet Acht…». Als junger Lehrer im appenzell-ausserrhodischen Grub. 1975–1979. Das Archiv, Nidau 2020.
- «Ich fang den Tag im Liede an». Die Familienjahre. 1984-2014. Das Archiv, Nidau 2021.
- Und das kam so… . Buchgeschichten aus vier Jahrzehnten. 1974-2013. Das Archiv, Nidau 2021.
- Von Archivalien bis Zimelien. Kleines Wörterbuch des Privatarchivs. Das Archiv, Nidau 2022.
- Hab Sonne im Herzen und Zwiebeln im Bauch… Scherzartikel und Lachnummern. Das Archiv, Nidau 2022.
- Universitas Litterarum. Die Studienjahre. 1979-1986.  Das Archiv, Nidau 2023.
- In eigener Sache… Zwei Dutzend Lebensläufe aus dem Jahre 1984.  Das Archiv, Nidau 2023.
- mit Edmund Steiner: Das Lötschental in Berichten und Publikationen. Kommentierte Bibliografie. Das Archiv, Nidau 2024.
- mit Claudia Schittek: Ich sage dir nicht, was ich dir sage… Rätselverse – gereimt und ungereimt. Das Archiv, Nidau 2024.

### Sammelbände – als Herausgeber
- Pestalozzis Erbe – Verteidigung gegen seine Verehrer. Klinkhardt, Bad Heilbrunn 1987.
- Schullandschaften. Unionsverlag, Zürich 1988.
- mit Birgit Rißland: Lachen macht Schule. Humor in Erziehung und Unterricht. Klinkhardt, Bad Heilbrunn 2002.
- Verwahrlost, beziehungsgestört, verhaltensoriginell. Zum Sprachwandel in der Heil- und Sonderpädagogik. Haupt, Bern 2006.
- «Ich habe Glück gehabt, dass es mich gibt». Georg Paulmichls Weg zum Wort. StudienVerlag, Innsbruck 2010.
- mit Annette Koechlin: Das Fremde lesen als das Eigene. Beiträge zur narrativen Heilpädagogik. Haupt, Bern 2013.
- mit Christian Mürner: Alles wie immer? Geschichten mit Behinderung. Chronos, Zürich 2013.
- mit Irene Zanol: Bis die Ohren und Augen aufgehen. Frühe Texte und Bilder von Georg Paulmichl. Haymon, Innsbruck 2014.